# Emily Meade
Emily Meade, född 10 januari 1989 i New York, är en amerikansk skådespelare.
Meade har bland annat medverkat i TV-serierna The Leftovers från 2014 och The Deuce (2017–2019). Hon har även medverkat i filmen Trial by Fire från 2018.

## Filmografi (i urval)
- 2010: My Soul to Take
- 2014: The Leftovers (TV-serie)
- 2017–2019: The Deuce (TV-serie)
- 2018: Trial by Fire